# Jeux du Commonwealth de la jeunesse de 2000
Les Jeux du Commonwealth de la jeunesse 2000 se sont tenus du 10 au 14 août 2000, dans la capitale écossaise, Édimbourg.

## Sports représentés
- Athlétisme
- Escrime
- Hockey (femme)
- Squash
- Natation
- Tennis
- Haltérophilie

## Tableau des médailles
Voici le tableau complet des médailles attribuées lors de l'édition 2000 des Jeux du Commonwealth de la jeunesse. Le classement tient compte principalement du nombre de médailles d'or, puis, en cas d'égalité, du nombre de médailles d'argent, et enfin du nombre de médailles de bronze. En cas d'égalité, les pays sont classés par ordre alphabétique. Ce type de classement suit la méthode préconisée par le CIO, l'IAAF et la BBC.
| Tableau des médailles des Jeux du Commonwealth de la jeunesse de 2000 |                  |               |                   |                    |       |
| Cl.                                                                   | Pays             | Médaille d'or | Médaille d'argent | Médaille de bronze | Total |
| 1                                                                     | Angleterre       | 36            | 41                | 18                 | 95    |
| 2                                                                     | Australie        | 36            | 27                | 23                 | 86    |
| 3                                                                     | Nauru            | 17            | 1                 | 0                  | 18    |
| 4                                                                     | Afrique du Sud   | 13            | 25                | 28                 | 66    |
| 5                                                                     | Nouvelle-Zélande | 6             | 0                 | 0                  | 6     |
| 6                                                                     | Écosse           | 3             | 7                 | 22                 | 32    |
| 7                                                                     | Malaisie         | 1             | 3                 | 5                  | 9     |
| 8                                                                     | Canada           | 1             | 2                 | 1                  | 4     |
| 9                                                                     | Pays de Galles   | 0             | 5                 | 3                  | 8     |
| 10                                                                    | Irlande du Nord  | 0             | 1                 | 0                  | 1     |
|                                                                       |                  | 113           | 112               | 100                | 325   |